# Catedral vieja de Plasencia
La catedral de Santa María es un templo católico de la ciudad española de Plasencia. Constituye una de las dos edificaciones que componen la catedral de Plasencia. Comúnmente conocida como catedral antigua de Plasencia, actual Museo Catedralicio de Plasencia, es un edificio que supone un ejemplo interesante de transición del románico al gótico y constituye una de las edificaciones más notables de la localidad. Su construcción comenzó a principios del siglo XIII y las últimas aportaciones protogóticas se dieron en el siglo XV. Durante estos siglos las obras corrieron a cargo de maestros como Juan Francés, Juan Pérez o Diego Díaz. Actualmente está considerada como Bien de Interés Cultural.

## Historia

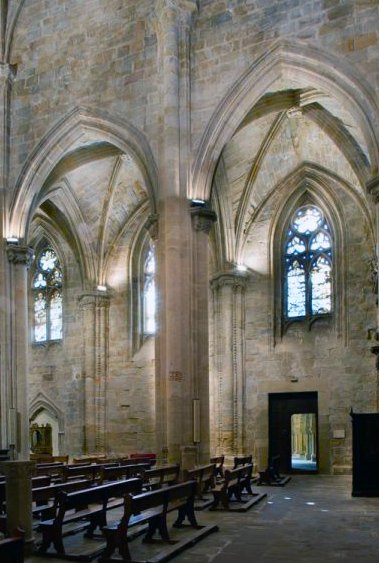
Interior.

La catedral antigua de Plasencia constituye un ejemplo de estudio como edificio de transición del románico al gótico. Al primero pertenecen los fustes y capiteles de sus columnas, mientras al gótico sus arcos y ventanales, más tardíos y descubiertos en una de las últimas restauraciones recientes. Sus tres naves se encontraban cubiertas desde el siglo XVIII por un espeso manto de cal, que al desaparecer, ha permitido admirar la esbeltez de un templo solemne y a la vez, acogedor.
Durante la segunda etapa de la construcción, llevada a cabo a lo largo del siglo XIV, se terminaría la iglesia propiamente dicha, la torre del campanario y las salas este y meridional del claustro.
En la tercera y última etapa, durante el siglo XV, se modificó la capilla mayor de la iglesia y se terminó el claustro en los lados oeste y sur. En estos momentos se encontraron problemas de cimentación, lo que ocasionó el desplome de parte de la portada occidental y cuya reforma se utilizó para crear nuevas capillas de enterramientos en el templo. En este periodo y los que constituyeron los últimos maestros de obras del templo fueron Juan Martín y el obispo Pedro Jiménez.
Fue declarada Monumento histórico-artístico perteneciente al Tesoro Artístico Nacional mediante decreto de 3 de junio de 1931. Actualmente está considerada Bien de Interés Cultural.
Actualmente el templo está dedicado en parte al Museo Catedralicio de Plasencia, que recoge un conjunto notable de pinturas y esculturas de artistas españoles y flamencos como Morales o Gérard David. También posee ornamentos religiosos y objetos de culto de los siglos XV al XVII.

## Edificio

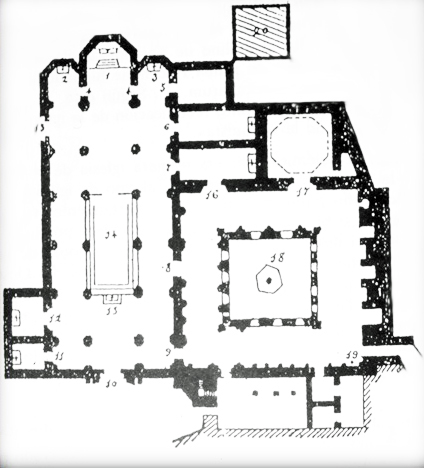
Planta de la Catedral Antigua en sus Orígenes.

En las partes que a día de hoy se mantienen en pie, podemos observar como el edificio seguía comportamientos románicos, aunque en ocasiones se empleasen soluciones próximas al protogótico. Respondía al tipo de iglesia románica de tres naves, con un ábside central mayor y dos menores en los laterales, aunque actualmente se conservan tres naves sin ábside alguno. La nave central más elevada mantiene sus bóvedas de crucería originales con terceletes y sencillas en las naves laterales. Todas estas bóvedas están decoradas con una rica y curiosa iconografía en la que se mezclan temas religiosos, animales del bestiario medieval, personajes de la Plasencia de la época, representaciones de vicios, como la gula y la lujuria, y escenas escatológicas que recuerdan a otras presentes en la sillería de coro, que hoy podemos admirar en la Catedral Nueva.
En sus orígenes, el testero estaba formado por la capilla mayor, separada de la nave principal por una pequeña escalinata. A ambos lados se encontraban otras dos capillas menores. La del lado del Evangelio llamada del crucifijo y la del lado de la Epístola llamada de Nuestra Señora del Perdón o del Santísimo Sacramento, por encontrarse en ella el sagrario. Las imágenes que se encontraban en estas capillas fueron emplazadas en nuevas ubicaciones, como la Capilla de San Pablo, o distintas disposiciones en la Catedral Nueva. Actualmente en la central se venera, en un pequeño retablo, una talla de la Virgen Niña, de singular belleza. Las naves laterales están dedicadas, la derecha a la Virgen de los Dolores, con imágenes de ejecución reciente (1959), y la izquierda a Cristo crucificado.

### Portada

Portada oeste.

La portada principal es ejemplo depurado del románico, con arcos de medio punto con las clásicas arquivoltas sobre las cuales, en sencilla hornacina, se contempla un grupo escultórico tallado en piedra de la Anunciación de Nuestra Señora, que aparece también sobre el espléndido rosetón en una pequeña imagen y ante ella un ángel orante. Esta portada está cargada de simbolismo y guarda pequeñas sorpresas como la de encontrar un magnífico triskeles en una de las dovelas del gran arco rebajado sostenido por un par de atlantes o la de un dragón semioculto por el ala derecha del arcángel Gabriel en la escena de la Anunciación/Encarnación cuya presencia reenvía a una de las enseñanzas teológicas más difundidas de la Edad Media como era la doctrina de la Expiación.
Actualmente también se puede acceder a través de la llamada puerta del oeste, mal llamada del perdón, que más bien correspondería con la desaparecida del transepto norte y que dataría de principios del siglo XIII.

### Claustro

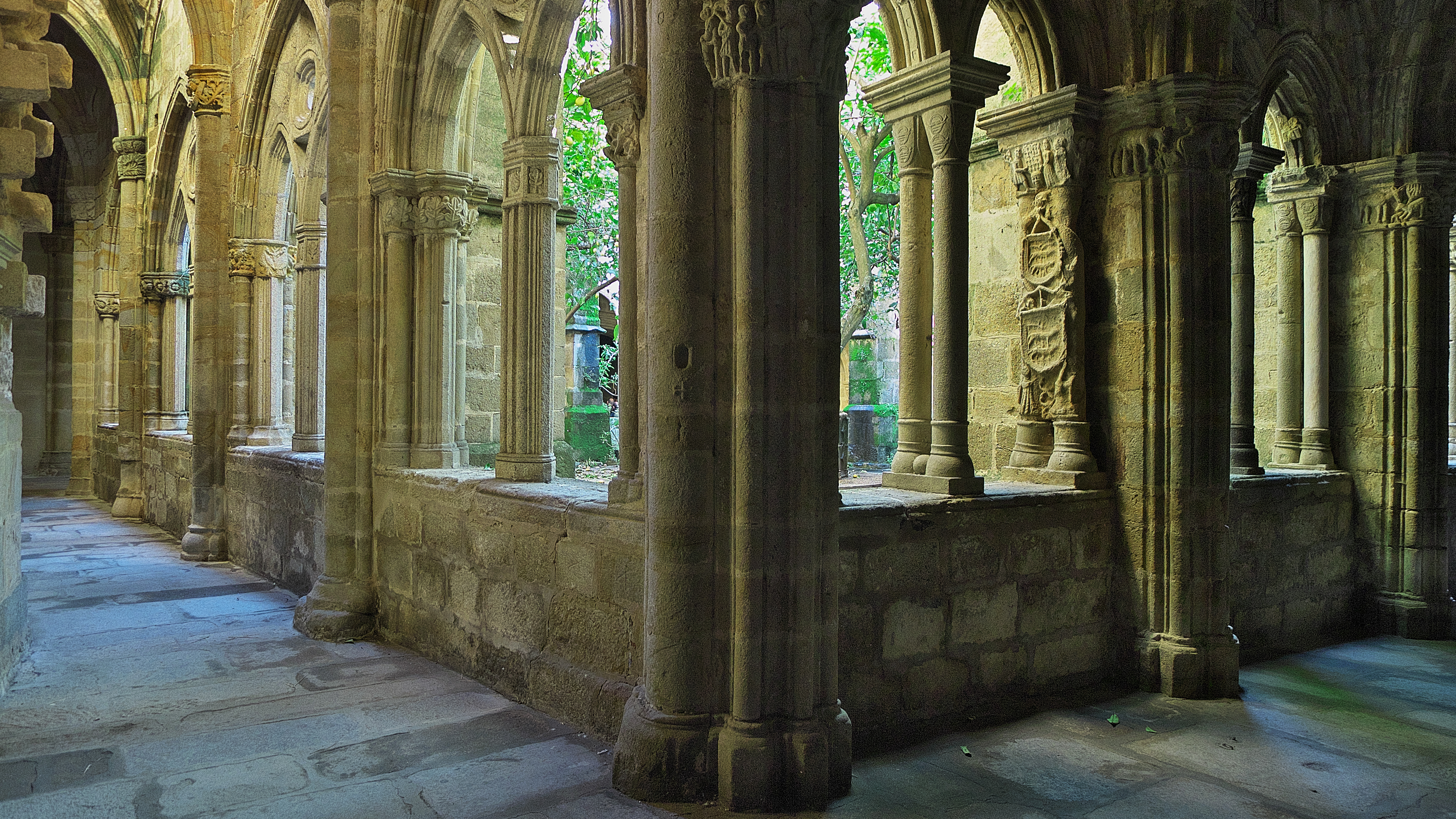
Claustro gótico

El claustro, de planta irregular, es de evidente transición del románico al gótico, propio de la Catedral antigua. Reminiscencia del románico en sus columnas y capiteles, con escenas bíblicas, y referencias al gótico en los arcos y bóvedas de crucería. Las naves oeste y sur son de claro estilo cisterciense. El centro del patio lo ocupa una fuente gótica del siglo XV, con escudos de armas del obispo y cardenal Juan de Carvajal.
Actualmente sirve de punto en encuentro y unión entre ambas catedrales y en su pavimento alberga tumbas de canónigos ilustres.

### Capilla de San Pablo o Torre del Melón

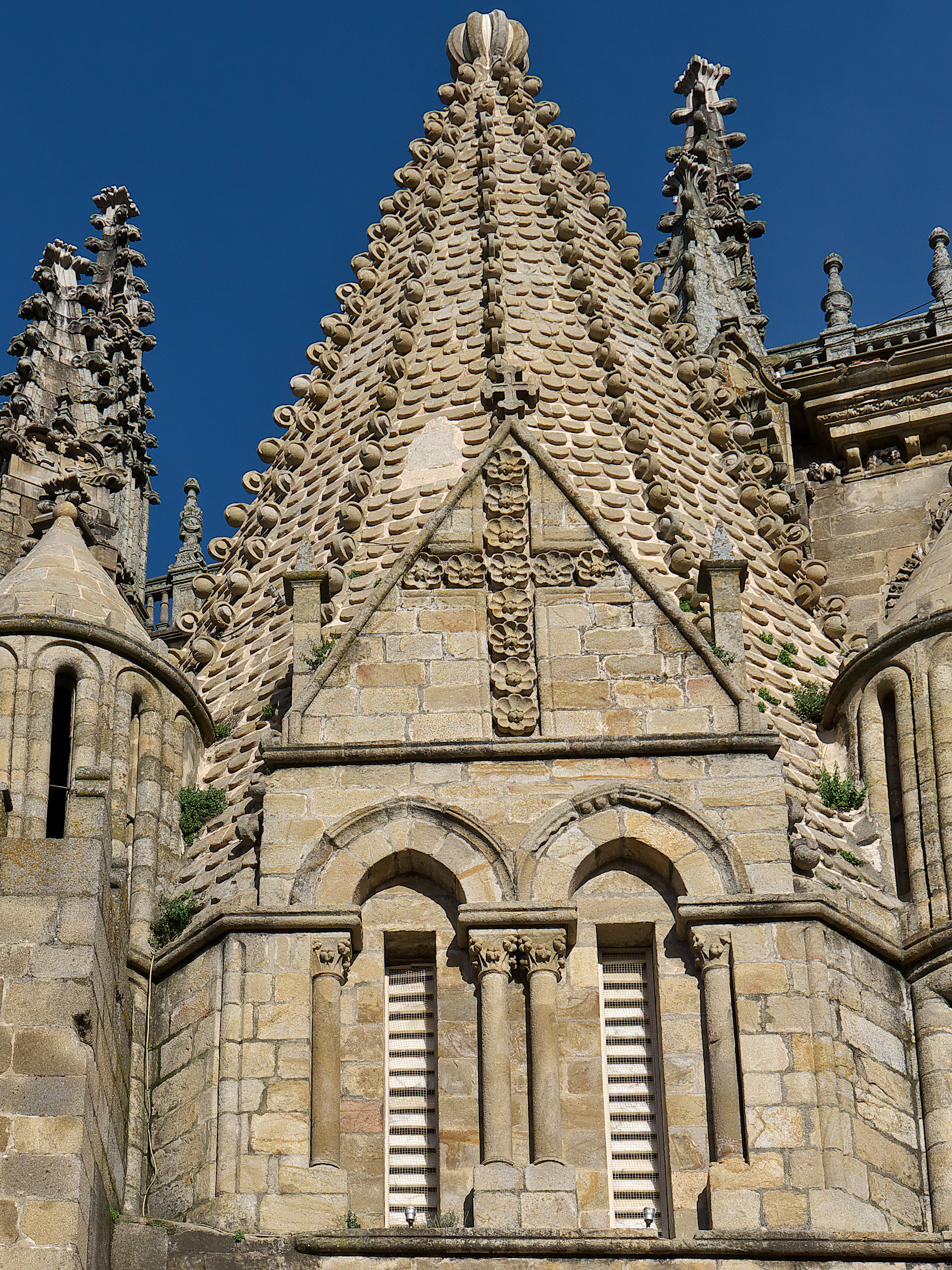
Exterior de la Torre del Melón.

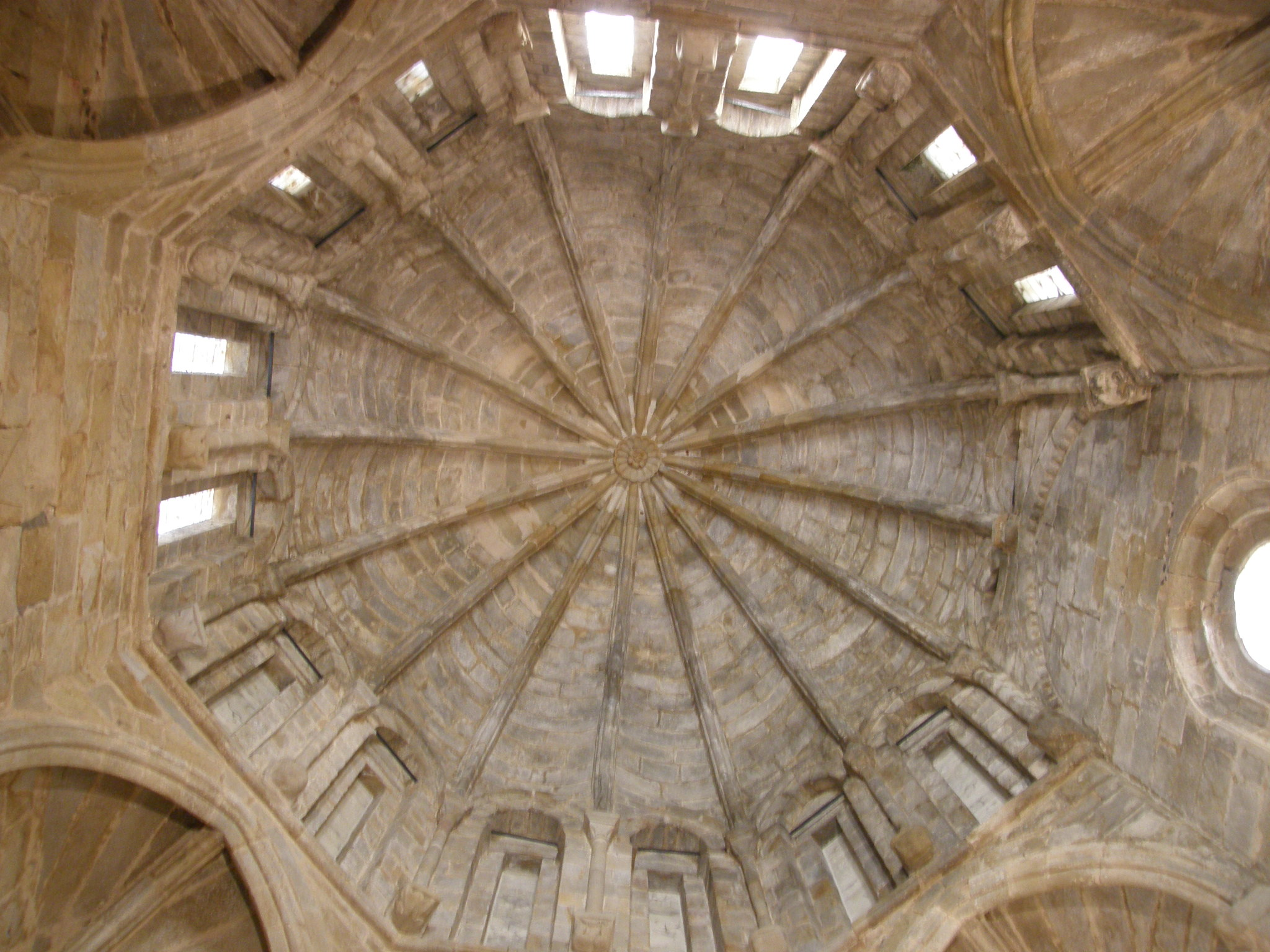
Interior de la Torre del Melón.

Si hay una parte del edificio románico que deba destacar, sin duda se trata de la antigua Sala Capitular o Capilla de San Pablo y popularmente conocida como Torre del Melón por la terminación en una bola estriada.
La capilla de San Pablo sigue el modelo de torres linterna o del grupo de cimborrios leoneses de las catedrales de Zamora y Salamanca, la colegiata de Toro y sin olvidar la catedral de Évora, en Portugal. Su origen inicial hay que buscarlo en el románico francés, particularmente en las edificaciones religiosas de la comarca de Poitou. Sin duda, la de Plasencia es la más tardía de todas y cercana en su construcción a la Torre del Gallo de la Catedral Vieja de Salamanca. La fecha más adecuada a la terminación de sus obras sería la del año 1270, a manos del maestro de obras Gil de Císlar, posible maestro cantero formado en el taller Salmantino de Petrus Petri.
Es una sala de planta cuadrada, que se convierte en un octógono a través de trompas nervadas que configuran una bóveda gallonada de dieciséis nervios. En el exterior, la cúpula de doble casquete resulta un elemento empinado y cónico, recubierto con laves en forma de escamas, que dificultan la erosión que pueda producir el agua de lluvia. En el punto más alto se termina con una bola estriada, que ha dado lugar al popular nombre de Torre del Melón.
A veces los cambios de uso de la sala capitular conllevaban modificaciones de adaptabilidad, como ocurrió en 1508, cuando instalaron en ella la biblioteca donada por el Doctor Gutiérrez Álvarez, o como en 1544, cuando se convirtió en Capilla Mayor mientras se derribaba el testero de la Catedral Antigua.